# Ivan Merz
Ivan Merz (Banja Luka, 16 dicembre 1896 – Zagabria, 10 maggio 1928) è stato un insegnante croato.
Papa Giovanni Paolo II lo proclamò beato nel 2003, durante la sua visita pastorale in Bosnia.

## Biografia
Nel 1896, quando Ivan Merz vi nacque, Banja Luka e tutta la Bosnia appartenevano da poco meno di vent'anni all'Impero austro-ungarico. L'anno in cui Ivan si diplomò - il 1914 - vide l'inizio della prima guerra mondiale, innescata proprio in Bosnia dall'attentato a Francesco Ferdinando.
Nonostante la guerra, iniziò gli studi universitari a Vienna nel 1915, ma fu ben presto chiamato sotto le armi. Quando ritornò, a guerra finita, alla sua natia Banja Luka, fu testimone della nascita di un nuovo stato, la Iugoslavia. Ripresi gli studi universitari, prima a Vienna, poi a Parigi, infine a Zagabria, nel 1923 si laureò in quest'ultima città in filosofia. Insegnò in un ginnasio di Zagabria fino alla morte, che lo raggiunse prematuramente a soli 32 anni d'età, nel 1928.

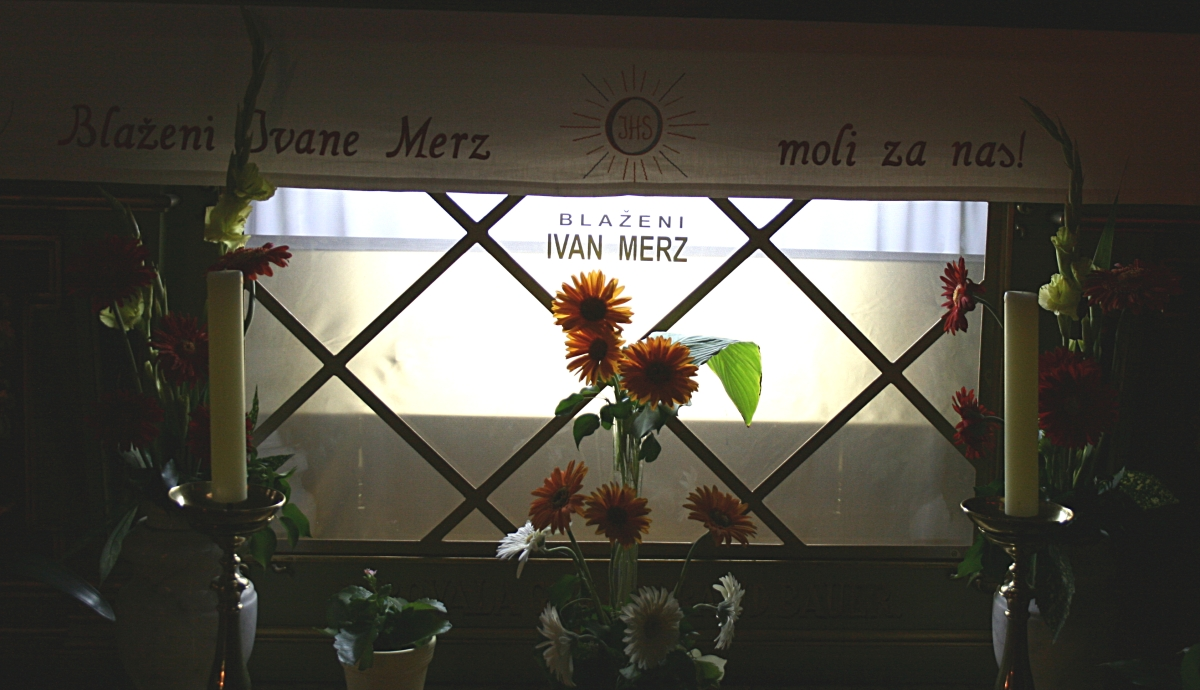
Tomba del beato Ivan Merz nella Basilica del Sacro Cuore a Zagabria

Profondamente credente, fu molto attivo nei movimenti cattolici presenti in Croazia. In particolare, fondò un movimento giovanile, l'Unione Croata delle Aquile, ispirato ai principi dell'Azione Cattolica.

## Culto
Dopo la morte iniziò subito la sua venerazione (la Chiesa cattolica ha considerato valido un miracolo avvenuto per sua intercessione nel 1930). La causa di beatificazione iniziò però ufficialmente nel 1958 e si concluse nel 2003.
La salma è stata trasferita nel 1977 nella Basilica del Sacro Cuore a Zagabria.